# Emil Nørgaard Munk
Emil Nørgaard Munk (født 1985 i Aarhus) er en dansk dokumentarfilminstruktør. 
Har en kandidat i Filmvidenskab og visuel antropologi fra Københavns Universitet. Han er desuden Berlinale Talents alumne fra 2020 og alumne fra IDFAcademy i 2022.
Hans film befinder sig i krydsfeltet imellem etnografi og hybriddokumentar. Hans første midtlænge-film Gushegu Exile, havde premiere på CPH:DOX 2018, og vandt senere prisen for bedste dokumentarfilm på EKO International Film Festival i Nigeria.
Hans film beskæftiger sig ofte med mødet mellem mennesker og ikke-menneskelige aktører, som fx ånder, dyr, natur eller minder.
I 2020 var han igen aktuel på CPH:DOX med filmen Forestillinger om min far.
Hans film Dengang Danmark lukkede ned var nomineret til en Robertpris i 2021 for bedste korte dokumentarfilm. 
Ved Robertuddelingen i 2022 var han igen nomineret i samme kategori. Denne gang for filmen Forestillinger om min far.
Munk debuterede i spillefilmslængde i 2025, hvor filmen Heks, havde premiere på CPH:DOX, hvor den vandt publikumsprisen AUDIENCE:AWARD. Filmen var også nomineret til Nordic:Dox prisen.
Emil Nørgaard Munk modtog i 2021 Statens Kunstfonds arbejdslegat.

## Filmografi
- Heks (2025)
- How to Understand a Maqam (2023)
- Dengang Danmark lukkede ned (2020)
- Forestillinger om min far (2020)
- Heritage (2019)
- Gushegu Exile (Heksene fra Gushegu) (2018)